# Jack Betts
Jack Fillmore Betts, noto anche come Hunt Powers (Miami, 11 aprile 1929 – Los Osos, 19 giugno 2025), è stato un attore statunitense.

## Biografia
Membro dell'Actors Studio, iniziò la sua carriera in ruoli secondari in serie televisive come Perry Mason. Successivamente partecipò negli anni '60 a vari spaghetti western, spesso nel ruolo di protagonista accreditato come Hunt Powers, per poi tornare al cinema statunitense, sempre in ruoli marginali.

## Filmografia parziale

### Cinema
- The Bloody Brood, regia di Julian Roffman (1959)
- Sugar Colt, regia di Franco Giraldi (1966)
- La più grande rapina del West, regia di Maurizio Lucidi (1967)
- Inginocchiati straniero... I cadaveri non fanno ombra!, regia di Demofilo Fidani (1970)
- Quel maledetto giorno d'inverno... Django e Sartana all'ultimo sangue, regia di Demofilo Fidani (1970)
- Arrivano Django e Sartana... è la fine, regia di Demofilo Fidani (1970)
- Giù le mani... carogna! (Django Story), regia di Demofilo Fidani (1971)
- Giù la testa...hombre!, regia di Demofilo Fidani (1971)
- Per una bara piena di dollari, regia di Demofilo Fidani (1971)
- ...e lo chiamarono Spirito Santo, regia di Roberto Mauri (1971)
- A.A.A. Massaggiatrice bella presenza offresi..., regia di Demofilo Fidani (1972)
- Un giorno di ordinaria follia (Falling Down), regia di Joel Schumacher (1993)
- Demoni e dei (Gods and Monsters), regia di Bill Condon (1998)
- 8mm - Delitto a luci rosse (8mm), regia di Joel Schumacher (1999)
- Spider-Man, regia di Sam Raimi (2002)

### Televisione
- I detectives (The Detectives) – serie TV, episodio 3x06 (1961)
- Scacco matto (Checkmate) – serie TV, episodi 2x02-2x10-2x14-2x26-2x28-2x34 (1961-1962)
- Perry Mason – serie TV, 4 episodi (1961-1966)
- Bonanza – serie TV, episodio 4x14 (1962)
- Kojak – serie TV, episodio 4x16 (1977)
- Una vita da vivere (One Life to Live) – soap opera, 17 puntate (1979-1985)
- Friends – serie TV, episodio 7x15 (2001)
- Cold Case - Delitti irrisolti (Cold Case) – serie TV, episodio 3x09 (2005)
- The Mentalist – serie TV, episodio 1x20 (2009)
- Detective Monk (Monk) – serie TV, episodio 8x09 (2009)

## Doppiatori italiani
Nelle versioni in italiano delle opere in cui ha recitato, Jack Betts è stato doppiato da:
- Sergio Rossi in Inginocchiati straniero... I cadaveri non fanno ombra!, Quel maledetto giorno d'inverno... Django e Sartana all'ultimo sangue, Giù le mani... carogna! (Django Story)
- Sergio Graziani in Sugar Colt, Giù la testa...hombre!
- Pino Locchi in La più grande rapina del West
- Arturo Dominici in Per una bara piena di dollari
- Giorgio Piazza in A.A.A. Massaggiatrice bella presenza offresi
- Manlio Guardabassi in Un giorno di ordinaria follia
- Sandro Sardone in Demoni e dei
- Manlio De Angelis in 8mm - Delitto a luci rosse
- Luciano De Ambrosis in Spider-Man
- Goffredo Matassi in Cold Case - Delitti irrisolti
- Domenico Crescentini in Detective Monk